# Rem (objecte)

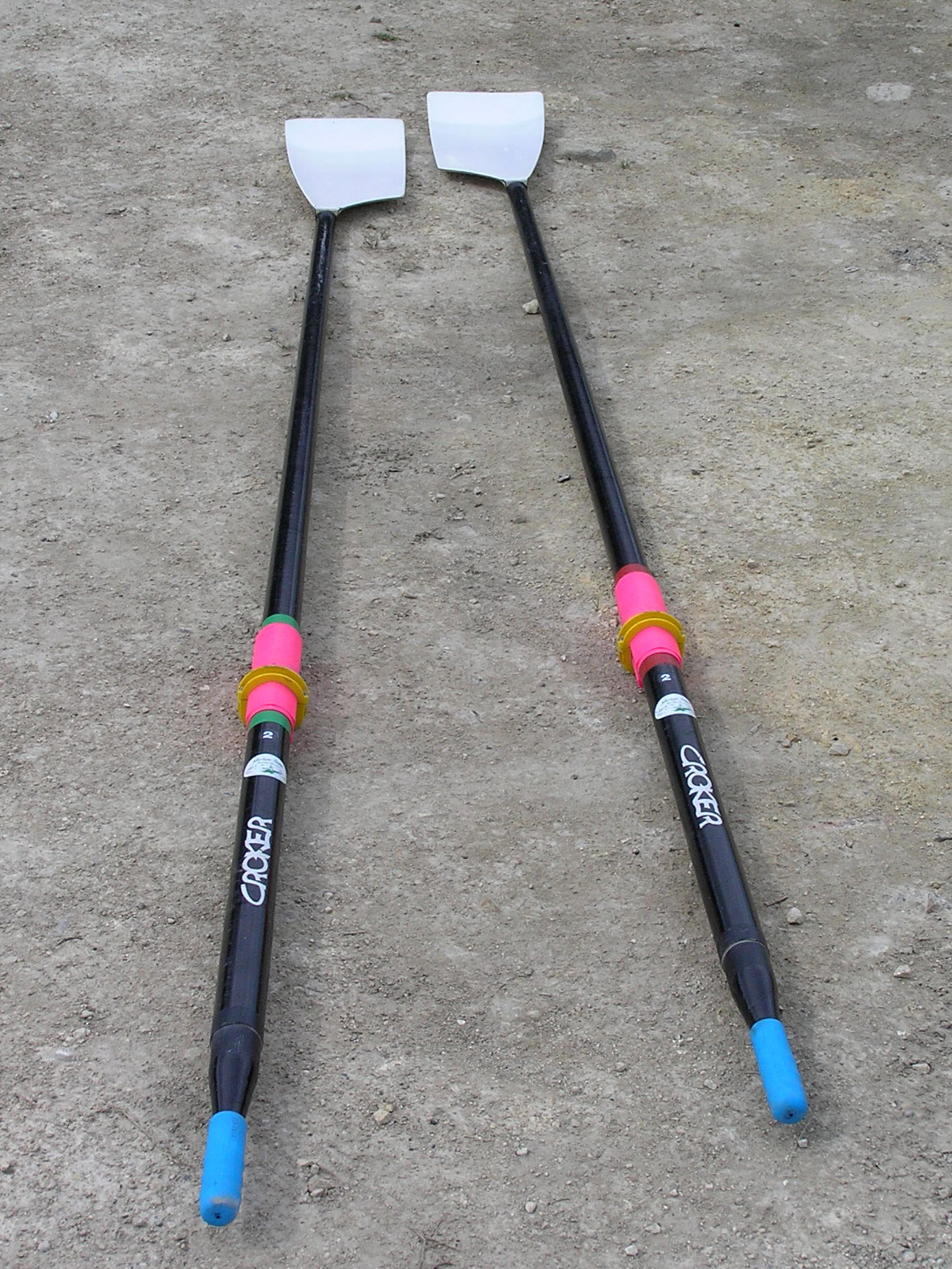
Parell de rems moderns. Les parts de color rosat són les estroperes. En els rems antics serien les galavernes.

Un rem és una peça llarga i prima de fusta o un altre material que es fa servir per a vogar o remar, és a dir, donar impuls a les embarcacions. El rem tradicional porta un mànec en un dels seus extrems, mentre que l'altre acaba en forma de pala, que és submergida i empesa en l'aigua per a crear l'impuls que fa moure l'embarcació en formar una palanca.
En piragüisme, el rem s'anomena "pala" i el fa servir el caiaquista o canoista per a propulsar el caiac o la canoa. Es compon d'una perxa i una fulla en un dels extrems, en les canoes, o dues fulles en els caiacs.

## Història

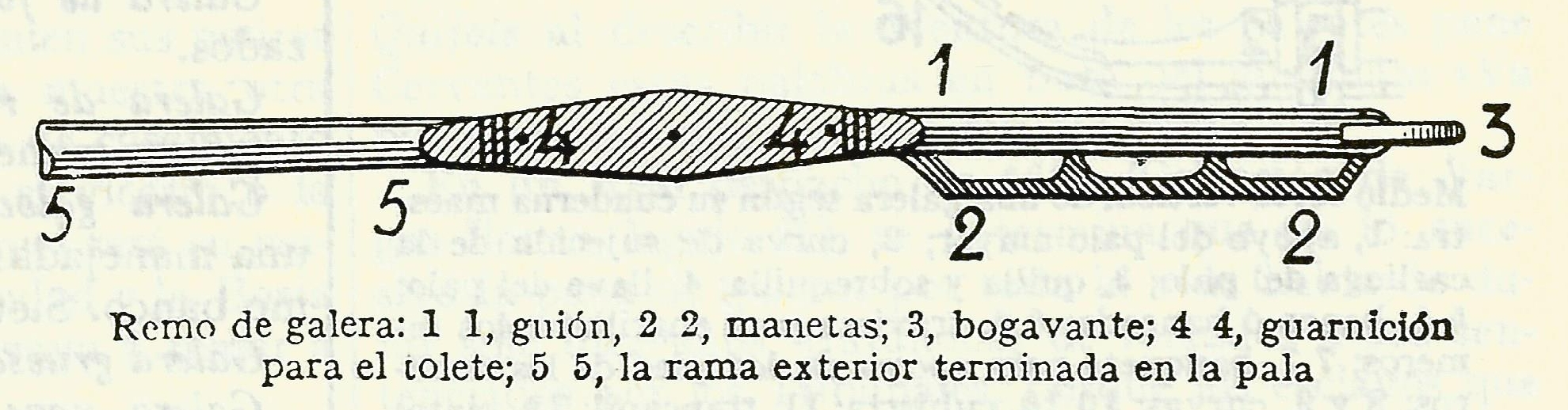
Detalls del cap interior d'un rem de galera de l'edat moderna o posterior.

Abans es fabricaven per regular de faig perquè fossin flexibles i es reforçaven a nivell de l'escàlem amb dues peces d'alzina anomenades galavernes. Antigament, es solien reforçar els rems amb cèrcols de bronze i s'adornaven els de les naus d'esbarjo amb or i plata. Tant en temps dels romans com a l'edat mitjana i fins i tot fins al segle xvii en els grans rems s'hi posava una massa de plom a nivell del guió per a equilibrar el pes dels dos terços que quedaven fora de l'embarcació. Els manejaven tres, quatre i fins a set homes. Com que el seu gruix era molt gran tenien unes manilles de ferro anomenades a l'edat mitjana anses perquè era on s'agafaven els remers. La longitud del rem variava segons el port de l'embarcació sent les seves dimensions en una galera ordinària les següents: longitud total, 11 metres; part exterior, 7,7 m; part interior 3,4 m; llarg de la pala o últim terç 2,5 m i ample 0,24 m; diàmetre del guió 0,24 m, i a l'escàlem 0,35 m. En les galiasses eren una mica més grans.

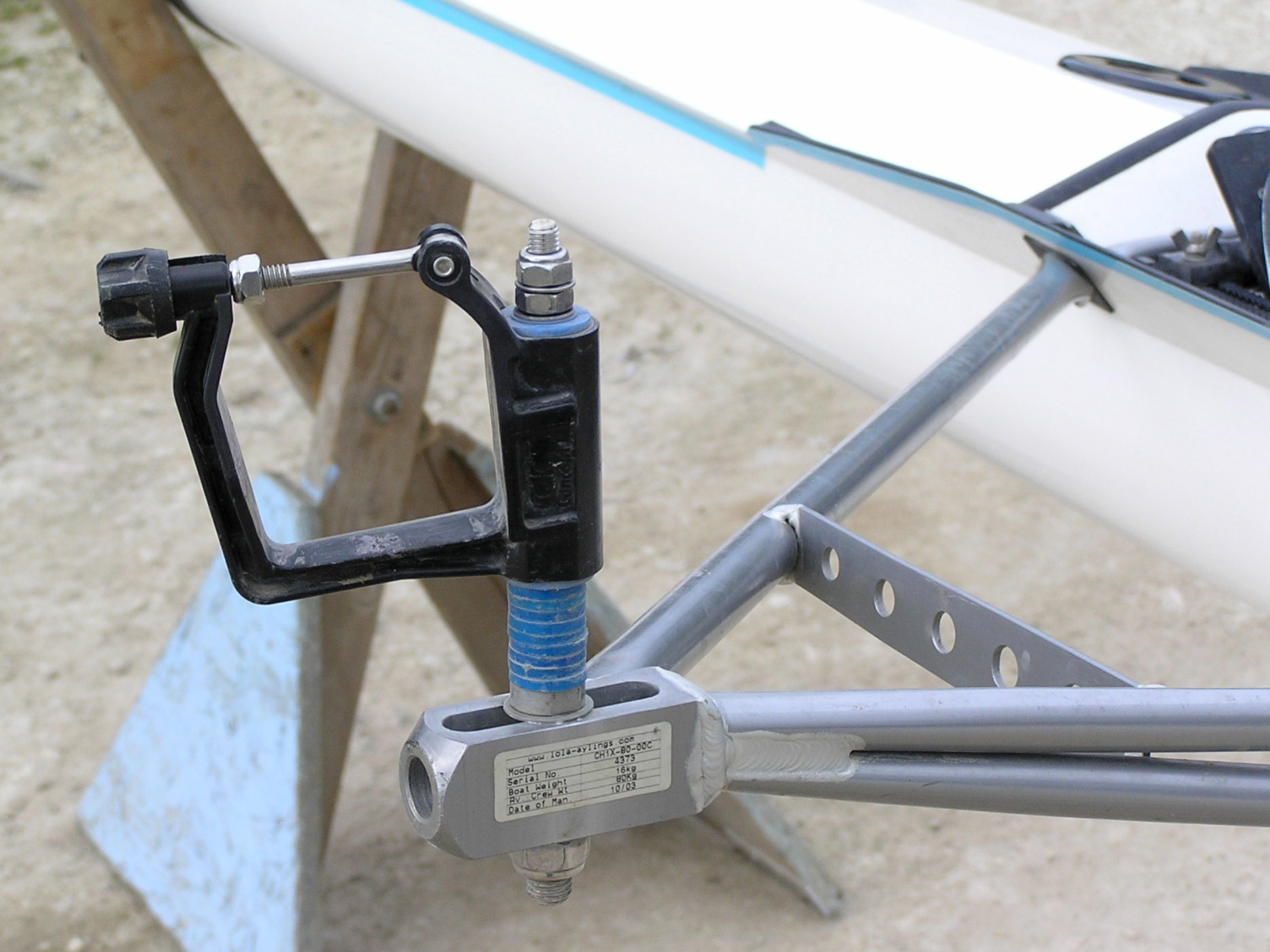
Escalemera moderna (peça de color negre) ajustable. Està fixada al portant (suport tubular metàl·lic) i subjecta el rem permetent el seu moviment en la voga.

Parts d'un rem tradicional: Maneta o puny; Galló o guió; Canya; Galaverna; Pala
Els rems tradicionals es construïen de fusta. El més petits podien fer menys de 2 metres de llarg. El més grans, els de les galeres per exemple, podien superar els 12 metres de llarg. Són peces auxiliars l'escàlem, l'estrop i l'escalemera. Les embarcacions modernes de rem, especialment les de competició, acostumen a disposar de peces auxiliars diferents de les tradicionals.

### Rems parells i rems de punta
La vogada amb rems parells es fa per un remer al mig del banc o per dos remers en un mateix banc. Les manetes no arriben a tocar-se però queden properes al mig de l'embarcació.
Un rem en punta s'acciona pel remer assegut al banc a l'altra banda de l'escàlem. La maneta queda propera de la borda oposada a l'escàlem. (Una embarcació típica que usava els rems en punta era l'esquif d'una galera, embarcació de dues proes amb quatre o sis remers).

## Principi de funcionament
La posició més clàssica per a un remer és quan s'asseu sobre un banc mirant cap a popa. El rem es recolza sobre una superfície horitzontal adequada, l'escalemera, (que pot formar part de la borda) i s'atura a proa de l'escàlem mitjançant l'estrop.
L'inici de la palada comença amb la pala del rem fora de l'aigua i situada cap a proa. (En embarcacions petites el rem està en posició aproximadament horitzontal. En embarcacions més grans el remer està a un nivell més alt i el rem forma un cert angle). El remer té els braços estirats cap endavant i el tors inclinat cap a popa.
El remer introdueix la pala del rem dins l'aigua i estira del rem aproximant les mans al pit i encongint els braços al mateix temps que inclina el tors cap enrere (cap a proa). El rem, subjectat per l'estrop, actua com una palanca: la potència és el remer, el fulcre l'estrop fixat a l'escàlem i la resistència la fa la pala dins l'aigua.
La força que rep l'embarcació és la que transmet l'estrop a l'escàlem (que forma part de l'embarcació).
Per a tancar el cicle, el remer treu la pala de l'aigua (baixant el puny o maneta del rem) i, desplaçant la maneta cap a popa (generalment amb un gir que posi la pala horitzontal per a minimitzar la resistència de l'aire) fa que la pala es desplaci cap a la seva posició màxima prop de proa.
Remar o vogar correctament exigeix una tècnica correcta amb moviments precisos i sincrònics. També és necessari un esforç físic important.

### Altres posicions
- Remer en posició vertical, generalment mirant cap a proa: a la veneciana o a la ponantesa ("ponantaise" en francès).[6]
- Remer assegut mirant cap a proa amb rems normals: l'esforç es fa estirant els braços.
- Remer mirant cap a proa amb rems articulats: hi ha rems articulats que permeten remar de manera "normal" però mirant cap a proa.[7][8]
- Remer mirant cap a proa amb rems suportats a l'extrem i estirats per la canya.[9]

### Caiacs, canoes, piragües
Aquestes embarcacions no són pròpiament de rem. Usen "pales" o "pagaies".

### Casos especials
En alguns països asiàtics es fan servir els rems de manera molt peculiar. El remer s'està dret, en equilibri damunt d'una cama mentre que el rem (la canya del rem) va recolzat i abraçat (seria més correcte dir "encamat") per l'altra cama. La maneta l'agafa el remer amb una mà. La mà del costat de la cama que engrapa el rem.
L'acció de remar es fa principalment amb la cama mentre que la mà només acompanya l'acció.

## Cinglar
Cinglar consisteix a fer avançar una embarcació amb un sol rem, amb el remer situat a la popa en posició vertical i el rem recolzant sobre la popa.
Hi ha dues variants importants:
- Cinglar amb un rem normal (a l'europea)
- Cinglar amb un rem especial (sistema oriental: "Yuloh" i semblants).[11][12]

## El rem i la física
El funciona com una palanca del segon tipus. El fulcre és l'aigua, la potència el remer i la resistència la fa l'escàlem (a través de l'estrop).
La canya treballa a flexió. Com una biga amb una càrrega central suportada pels seus extrems però al revés. En el rem el suport és l'escàlem (a través de l'estrop) i les forces actuen en els extrems.

### Estudis teòrics
La gran importància pràctica dels rems en temps antics va originar la publicació d'estudis teòrics que provaven d'explicar el 
seu funcionament i presentaven les proporcions més adequades que havien de tenir. Bernoulli, Euler, Jorge Juan, ... Molts científics i tècnics il·lustres publicaren estudis sobre els rems.

## Materials
En funció dels esforços exigits a un rem cal que sigui construït amb cura a partir de materials adequats.

### En la Grècia clàssica

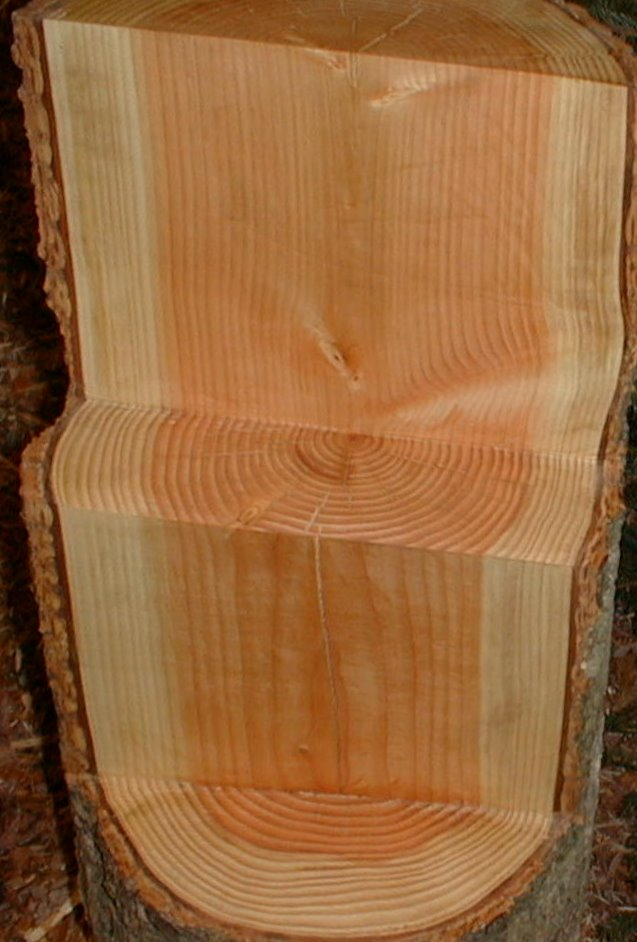
Tronc d'un avet de Douglas (Pseudotsuga menziesii), tallat en diversos plans. Vegeu els anells de creixement. Les capes més fosques són més dures i resistents que les capes clares.

Els rems se solien fabricar de fusta d'avet blanc (Abies alba). Però no pas de qualsevol manera. Teofrast escrigué la manera correcta d'obtenir rems resistents. En traducció lliure: "És millor fabricar-los a partir d'un avet jove. La fusta d'avet s'assembla a una ceba, amb diverses capes ben marcades. Un remolar hàbil sap conformar un rem sense tallar aquestes capes. Polint la fusta sense interrompre la capa exterior. Així el rem serà més resistent. Per contra, un artesà maldestre deixarà el rem amb les capes tallades que seran punts febles per on es podrà trencar amb facilitat". La fusta d'avet blanc s'emprava també per a fer trirrems i els pals corresponents, i era objecte d'un comerç molt important. En èpoques d'alta demanda i escassetat el seu preu era molt elevat.
Diversos autors han tractat sobre la forma i construcció dels rems de l'època clàssica.

### En la França dels s.XVII-XVIII
Segons l'obra de referència l'única fusta emprada en la construcció de rems de galeres era la de faig (Fagus sylvatica). L'autor recomana arbres amb un tronc de diàmetre moderat que permetin cadascun la fabricació d'un parell o dos de rems. Calia triar els que creixien en indrets especials, amb un sòl ric i no gaire humit. I els que donaven una fusta més aviat blanca i no pas rogenca.
Un cop l'arbre tallat calia escairar-lo una mica i marcar amb cordill les línies per a asclar-lo en dues, quatre o més peces, segons el diàmetre.
Cada peça, anomenada "stelle" o "atelle" en francès ("estella" en català, des de l'edat mitjana) servia per a fer un rem.
Els rems de galera eren molt llargs: 44 peus i 5 polzades per a una galera "reial" i 38 peus i 4 polzades per a les galeres "subtils". De gruix considerable, no podien ser manejats directament. S'afegia al rem un "agafador" i es protegia la part de la canya propera a l'estrop amb galavernes de fusta d'alzina verda (formades per dos semi-cilindres d'uns 6 peus de llarg).

### Materials moderns
Des de finals del s.XIX hi ha molta informació sobre els rems.
En les embarcacions petites i tradicionals s'empren fustes diverses.
En barquetes de passeig són freqüents les fustes lleugeres: pi de Sitka, avet de Douglas i altres.
En esports de competició hom prefereix els rems de fibra de carboni que són molt més lleugers i rígids.

## El rem en la navegació
Durant milers d'anys els humans han navegat en embarcacions i vaixells de rems. La guerra en el mar es feu a rem durant segles. Només cal consultar les llistes publicades sobre batalles navals: Salamina, Illes Formigues, Ponça, Lepant, ...i moltes altres.
Els detalls que no s'acostumen a esmentar són els que protagonitzaven les petites embarcacions auxiliars a rem indispensables en tasques de transport, exploració, desembarcament, passar d'una nau a l'altra, recollir l'àncora,... Aquestes tasques es mantingueren en l'època de la vela i posteriors.

Molts pesquers tradicionals que treballaven prop de la costa es propulsaven amb rems. Algunes barques de salvament feïen igual.
La navegació comercial, amb independència del sistema de propulsió dels grans vaixels mercants no hauria estat possible sense una munió de petites barques de rem. Casos particulars com el de les llanxes baleneres, caçant balenes prop de la costa o en alta mar arriades des d'un vaixell balener, o el dels petits dorys dels Gran Banks pescant el bacallà per a omplir les bodegues de les respectives goletes, il·lustren la importància del rem en l'economia i la vida de les persones.

## Embarcacions de rem notables
- Pàralos, Salamínia[23][24][25]
- Drakkar[26]
- Dory[27]
- Barca de panescalm[28]
- Caro d'art[29]
- "Surf boat" australians.[30][31][32][33][34]
- Balenera, llanxa balenera.[35]
- Patins italians de salvament amb rems.[36]

## Obres literàries
- Les Argonàutiques; Apol·loni Rodi[37]
- Virgili ;Eneida[38]
- "El rem de trenta-quatre"; Joaquim Ruyra.

D'una llargària de 34 pams (pams de gua): 7,34 metres.